# Kälvene församling
Kälvene församling var en församling i Skara stift och i Falköpings kommun. Församlingen uppgick 2002 i Yllestads församling.

## Administrativ historik
Församlingen har medeltida ursprung.
Församlingen var till 1 maj 1927 annexförsamling i pastoratet (Vartofta-)Åsaka och Kälvene, för att därefter till 1998 vara annexförsamling i pastoratet Yllestad, Näs, Vistorp, Vartofta-Åsaka och Kälvene. Församlingen ingick från 1998 till 2002 i Falköpings pastorat och församlingen uppgick 2002 i Yllestads församling.

## Kyrkor
- Kälvene kyrka